# Hydata translucidaria
Hydata translucidaria là một loài bướm đêm trong họ Geometridae.